# Olasz mozdonyok és motorvonatok listája
Ez a lista Olaszország vasúti járműveit tartalmazza.

## Gőzmozdonyok

### Normálnyomtáv
- FS 005 sorozat
- FS 100 sorozat
- FS 102 sorozat ex LVCI 1–50, SB 1; LVCI 155–164, SB 2
- FS 103 sorozat
- FS 110 sorozat
- FS 110 II sorozat
- FS 111 sorozat
- FS 112 sorozat
- FS 113 sorozat
- FS 114 sorozat ex MÁV 239
- FS 116 sorozat
- FS 117 sorozat
- FS 118 sorozat ex LVCI 79–90, SB 5
- FS 119 sorozat 1196 = LVCI 91–100, SB 6; 1197 = ex LVCI 51–60, SB 4
- FS 119 II sorozat ex MÁV
- FS 120 sorozat
- FS 121 sorozat ex kkStB 23
- FS 122 sorozat ex KFJOB Füred - Szt. Mihály, SB alt 13, SB 18
- FS 136 sorozat
- FS 139 sorozat
- FS 140 sorozat
- FS 150 sorozat
- FS 155 sorozat
- FS 158 sorozat
- FS 159 sorozat
- FS 160, 161, 162 és 163
- FS 164 sorozat
- FS 167 sorozat
- FS 170 sorozat
- FS 180 sorozat
- FS 181 és 182 1811 = ex LVStB – Udine
- FS 181 II és 182 II
- FS 183 sorozat
- FS 185 sorozat
- FS 186 sorozat
- FS 187
- FS 190 sorozat
- FS 193 sorozat ex SB alt 23, SB 29
- FS 194 sorozat ex kkStB 34 sorozat
- FS 195 sorozat ex kkStB 35 sorozat
- FS 196 sorozat ex kkStB 135 sorozat
- FS 197 sorozat ex SStB Chiapovano - Javornik, SB 27
- FS 198 sorozat ex kkStB 32 sorozat
- FS 200 sorozat (FNM)
- FS 201 sorozat ex MÁV 326.1
- FS 206 sorozat
- FS 207 sorozat ex BEB IIIa
- FS 208 sorozat ex ATE IIb
- FS 209 sorozat ex MÁV 340
- FS 211 ex MÁV 335
- FS 212 sorozat ex MÁV 358
- FS 215 sorozat
- FS 216 sorozat
- FS 217 sorozat ex kkStB 54 sorozat
- FS 218 sorozat ex kkStB 53 sorozat
- FS 219 sorozat ex kkStB 50 sorozat
- FS 221 sorozat ex kkStB 38 sorozat
- FS 222 sorozat ex kkStB 47 sorozat
- FS 223 sorozat ex kkStB 48 sorozat
- FS 224 sorozat ex kkStB 155 sorozat
- FS 255 sorozat
- FS 260 sorozat
- FS 261 sorozat ex kkStB 56 sorozat
- FS 262 sorozat ex kkStB 55 sorozat
- FS 265
- FS 268
- FS 269
- FS 270 (ex FS 350 RA)
- FS 271 ex Porosz G 3
- FS 272 ex Porosz G 4.1, Porosz G 4, Porosz G 4.2
- FS 290
- FS 291 ex SB 32b
- FS 292
- FS 293 ex GWR-Klasse 2301
- FS 310
- FS 320
- FS 380
- FS 385
- FS 388
- FS 390
- FS 391
- FS 394
- FS 395 3953–4 = ex LVCI 131–150, SB 20; 3955 = ex LVCI 111–119, 130, SB 21
- FS 396
- FS 397
- FS 400
- FS 410
- FS 420 ex SB 35a
- FS 421 ex Porosz G 7.1 és Porosz G 7.2
- FS 422
- FS 423 ex SB 35d
- FS 424
- FS 425 ex HB 274
- FS 450
- FS 451
- FS 452 ex SB 35a
- FS 453
- FS 454 ex SB 35c
- FS 455 ex SB 34
- FS 460 ex Porosz G 8.1
- FS 470, 471 és 472
- FS 473 ex Porosz G 10
- FS 474 ex Sächsische XI HV
- FS 475
- FS 476
- FS 477
- FS 478 ex SB 280
- FS 479
- FS 480
- FS 482 ex SB 580
- FS 499
- FS 499 II ex CFR
- FS 500
- FS 510
- FS 512 ex SB alt 14, SB 19
- FS 513 ex SB 16b
- FS 530
- FS 540
- FS 542 sorozat
- FS 543
- FS 545
- FS 550
- FS 552
- FS 553 ex Porosz S 6
- FS 554
- FS 555
- FS 556 ex MÁV 220
- FS 560
- FS 600
- FS 601
- FS 603 ex Porosz G 5.3, Porosz G 5.1, Porosz G 5.2 és Porosz G 5.4
- FS 604
- FS 605 sorozat
- FS 606 sorozat
- FS 607 sorozat
- FS 623
- FS 625 Signorine
- FS 626 ex Porosz P 6
- FS 630
- FS 640
- FS 645
- FS 650
- FS 652
- FS 653
- FS 656
- FS 660
- FS 666
- FS 670 és 671 La Mucca (ex FS 500 RA)
- FS 672
- FS 675 ex Porosz P 8
- FS 676 ex Porosz S 10
- FS 677 ex Porosz S 10.2
- FS 680, 681 und 682
- FS 683 umgezeichnet in FS 688
- FS 683 II
- FS 683 III
- FS 684 umgezeichnet in FS 687
- FS 685, s685 és 686
- FS 687
- FS 688 sorozat
- FS 690 und 691
- FS 720
- FS 728
- FS 729 sorozat
- FS 730
- FS 735
- FS 736 sorozat
- FS 737 sorozat ex WD 800–79, 7000–7509, 8510–8718, 9177–9312
- FS 740 sorozat
- FS 741 sorozat
- FS 741 II sorozat
- FS 743 sorozat
- FS 743 II sorozat
- FS 744 sorozat
- FS 745 sorozat
- FS 746 sorozat
- FS 747 umgezeichnet in FS 746
- FS 747 II sorozat ex WD & USATC 1000–1199
- FS 750 sorozat
- FS 800 sorozat
- FS 800 II sorozat
- FS 801 sorozat
- FS 802 sorozat
- FS 802 II sorozat ex SB 3c
- FS 803 sorozat
- FS 803 II sorozat ex SB 3b1
- FS 804 sorozat
- FS 805 sorozat
- FS 806 sorozat
- FS 808 sorozat
- FS 809 sorozat
- FS 810 sorozat
- FS 810 II sorozat
- FS 811 sorozat
- FS 812 sorozat
- FS 813 sorozat
- FS 814 sorozat ex SB 4 II
- FS 815 sorozat
- FS 815 II sorozat
- FS 816 sorozat
- FS 817 sorozat
- FS 818 sorozat
- FS 819 sorozat
- FS 820 sorozat
- FS 820 II sorozat
- FS 821 sorozat
- FS 822 sorozat
- FS 822 II sorozat
- FS 825 sorozat
- FS 826 sorozat
- FS 827 sorozat
- FS 828 sorozat
- FS 828 II sorozat
- FS 829 sorozat
- FS 830 sorozat
- FS 830 II sorozat
- FS 831 sorozat ex USATC S 100
- FS 835 sorozat
- FS 842 sorozat
- FS 848 sorozat
- FS 849 sorozat
- FS 850 sorozat
- FS 850 II sorozat
- FS 851 sorozat
- FS 870 sorozat
- FS 871
- FS 874 sorozat
- FS 875 sorozat
- FS 876 sorozat
- FS 877 sorozat
- FS 880 sorozat
- FS 885 sorozat
- FS 893 sorozat ex kkStB 178 sorozat
- FS 894 sorozat
- FS 895 és 896
- FS 896 II sorozat
- FS 897 sorozat ex Porosz T 16.1
- FS 898 sorozat
- FS 899 sorozat
- FS 899 II ex kkStB 294 sorozat
- FS 900 sorozat
- FS 902 sorozat
- FS 904 sorozat
- FS 905 sorozat
- FS 906 sorozat
- FS 910 sorozat
- FS 912
- FS 940 sorozat
- FS 950 sorozat
- FS 980 sorozat
- FS 981 sorozat
- FS 999 sorozat

### Keskeny nyomtáv (760 mm)
- Mori–Arco–Riva ex Steyrtalbahntype
- FS U ex kkStB U
- FS R402 ex kkStB P
- FS R310
- FS R410 ex HB IVc
- FS VI ex HB VI

### Keskeny nyomtáv (950 mm)
- FS R201
- FS R202
- FS R301
- FS R302
- FS R305
- FS R306
- FS R370
- FS 400 MCL
- FS R401
- FS R402 Umbau aus der 760 mm FS R402
- FS R440

### Gőzmotorkocsik
- FS ALv72
- FS 60
- FS 80
- FS 85
- FS 86

## Dízel mozdonyok

### Normál nyomtáv
- FS D236
- FS D341
- FS D342
- FS D343
- FS D345
- FS D356
- FS D442
- FS D443
- FS D45
- FS D461

### Keskeny nyomtáv
- FS RD142

## Villamosmozdonyok

### Villamosmozdonyok 3,6 kV 16,7 Hz
- FS E320 sorozat
- FS E321 sorozat
- FS E330 sorozat
- FS E331 sorozat
- FS E332 sorozat
- FS E333 sorozat
- FS E360 sorozat
- FS 0380 sorozat
- FS E380 sorozat
- FS E390 sorozat
- FS E430 sorozat
- FS E431 sorozat
- FS E432 sorozat
- FS E440 sorozat
- FS E550 sorozat
- FS E551 sorozat
- FS E552 sorozat
- FS E554 sorozat

### Villamosmozdonyok  10 kV, 50 Hz
- FS E470
- FS E471
- FS E472
- FS E570

### Villamosmozdonyok  650 V, egyenáram
- FS E220
- FS E320
- FS E321
- FS E420
- FS E421
- FS E620
- FS E623 Varesine
- FS E624 Varesine

### Villamosmozdonyok  3 kV, egyenáram
- FS E326 sorozat
- FS E400 sorozat
- FS E402A sorozat
- FS E402B sorozat
- FS E405 sorozat
- FS E412 sorozat Brennero
- FS E424 sorozat
- FS E428 sorozat E428.226 Pirata
- FS E444 sorozat Tartaruga
- FS E444R sorozat
- FS E447 sorozat
- FS E453 sorozat
- FS E454 sorozat
- FS E464 sorozat
- FNM E600 sorozat
- FNM E610 sorozat
- FS E621 sorozat
- FS E626 sorozat
- FNM E620 sorozat Tigrotto
- FNM E630 sorozat Skoda
- FNM E640 sorozat
- FS E632 sorozat Tigre
- FS E633 sorozat Tigre
- FS E636 sorozat
- FS E645 sorozat
- FS E646 sorozat
- FS E652 sorozat Tigre
- FS E656 sorozat Caimano
- FS E655 sorozat

### Villamosmozdonyok 25 kV, 50 Hz
- FS E492 sorozat/FS E492 sorozat

## Motorvonatok

### Villamos motorvonatok
- ETR 200
- ETR 220 Polifemo, ETR 230 Valentino és ETR 240
- ETR 250 Arlecchino
- ETR 300 Settebello
- ETR 401
- ETR 450 Pendolino
- ETR 460 sorozat
- ETR 470 Cisalpino
- ETR 480
- ETR 485
- ETR 500 sorozat TAV (E404M monotensione o E404P politensione)
- ETR 600 Superpendolino
- ETR 610 Cisalpino

### Villamos motorvonatok váltakozó áramú hálózathoz
- FS E1 Valtellinese (ex RA 301-305)
- FS E2 Valtellinese  (ex RA 321-325)

### Villamos motorvonatok egyenáramú hálózathoz
- FS ALe 426/FS ALe 506 Treno ad Alta Frequentazione
- FS Eb 760 – FS Ea 761 Ferrovie Nord Milano
- FS ALe 501/FS ALe 502 Minuetto
- FS ALe 540/FS ALe 660
- FS ALe 582
- FS ALe 601
- FS ALe 841
- FS ALe 642
- FS ALe 644/FS ALe 804
- FS ALe 724
- FS ALe 781 Ocarine
- FS ALe 782
- FS ALe 790/FS ALe 880
- FS ALe 792/FS ALe 882
- FS ALe 801/FS ALe 940 Fanta
- FS ALe 803
- FS ALe 840
- FS ALe 881
- FS ALe 883

### ? motorvonatok
- FS ALb48 Automotrice leggera a benzina
- FS ALUb24
- FS ALB56
- FS ALb64
- FS ALHb64 frigorifero
- FS ALb80
- FS ALb72
- FS ALn72
- FS ALDb101-103 Furgoni postali Fiat
- FS ALDUb28, FS LDn32 und FS Ln64
- FS ALDb201-203 Furgoni postali Breda

### Dízel motorvonatok
- FS ALDn 32 sorozat Miste postali
- FS ALDUn 220 sorozat
- FS ALn 556 sorozat
- FS ALn 40 sorozat
- FS ALn 56 sorozat Littorina sorozat
- FS ALDUn28 sorozat, FS ALDUn32 sorozat, FS DE.041 FTV sorozat
- FS ALn 64 sorozat
- FS ALn 80 sorozat
- FS ALn 442 sorozat/FS ALn 448 sorozat Trans Europe Express
- FS ALn 501 sorozat/FS ALn 502 sorozat Minuetto Diesel
- FS ALn 556 sorozat Littorina (vagy Topolino)
- FS ALn 663 sorozat
- FS ALn 668 sorozat
- FS ALn 772 sorozat
- FS ALTn 444 sorozat Belvedere vagy Cervo Volante, ALn 772 sorozat
- FS ALn 773 sorozat/FS ALn 873 sorozat
- FS ALn 776 sorozat
- FS ALn 880 sorozat
- FS ALn 990 sorozat
- FS ALnDAP sorozat Cellulare
- FS ATR100 sorozat
- FS ATS1 sorozat
- FS Ln40 sorozat

### Kísérleti motorkocsi
- FS ALg56

### Keskeny nyomtávú motorkocsik
- FS 41/s
- FS 42/s
- FS RALn60

## Rangierlokomotiven

### Villamos motorkocsi
- FS E321
- FS E322 Cane
- FS E323
- FS E324 Cane

### Dízel motorkocsi
- FS D141
- FS D143
- FS D145
- FS D146
- FS D147
- FS Ne120
- FS Ne700
- FS 208
- FS 209
- FS 213
- FS 214
- FS 215
- FS 216
- FS 218
- FS 225
- FS 234
- FS 235
- FS 245
- FS 255

### Keskeny nyomtáv
- FS RD212

### Selbstfahrende Fahrgestelle
- FS 206 Sogliola
- FS 207 Sogliola
- FS 208 Sogliola
- FS 210 Sogliola
- FS 211 Sogliolone